# Luis María Balanzat de Orvay y Briones
Luis María Balanzat d´Orvay y Briones (Ibiza, 27 de marzo de 1775-Madrid, 9 de febrero de 1843) fue un militar español. Fue Benemérito de la Patria en grado heroico y eminente, teniente general, ingeniero, secretario de la Guerra, Prócer del Reino, senador, caballero laureado de Oro y caballero gran cruz de la Orden de San Hermenegildo.

## Biografía
De familia de nobles ibicencos, hijo del coronel Mariano Balanzat y Orvay y de Dª María Ignacia Briones, y hermano menor del Mariscal D. Ignacio Balanzat de Orvay y Briones. Nació el 27 de marzo de 1775, fue Cadete del Regimiento de Infantería “Navarra” hasta que, concluidas las campañas pirenaicas, ingresó en la Academia de Matemáticas y Fortificación de Barcelona en 1796. Terminó sus estudios de ingeniero militar a los 24 años e ingresó en el Cuerpo de Ingenieros en calidad de Ayudante.
En 1801 ingresó en el recién creado Regimiento de Zapadores-Minadores con el que participó en la campaña de Portugal en 1807.
Al inicio de la Guerra de la Independencia Española, en 1808, se encontraba destinado en Badajoz donde forma un Batallón de Zapadores que integra en el Ejército de Extremadura a las órdenes del Marqués del Socorro con el que participa en diversas acciones de guerra, entre las que destacan las de Miajadas y Trujillo en Cáceres, y El Puente del Arzobispo y Ocaña en Toledo, y en la gran batalla de Medellín, lo que le comporta el ascenso al empleo de Coronel.
A principios de 1812 participó en la heroica defensa y pérdida de Valencia contra las tropas napoleónicas dirigidas por el general Suchet, pero el 21 de julio de ese año se resarció, al mando de la 3.ª División de Artillería, en las cruentos combates de Castalla e Ibi (Alicante) por lo que años después se le concedió la Cruz de Caballero Laureado de 1.ª clase de la Real y Militar Orden de San Fernando.
Ya en 1814 es nombrado jefe del Estado Mayor del Ejército de Galicia, a las órdenes de Lacy, pero la alegría le duró poco pues el 10 de abril de 1814 muere su hermano Francisco Javier, coronel de voluntarios de la Corona española, que bajo el mando aliado de Wellington se enfrentó al mariscal Soult en la Batalla de Toulouse.
En 1815 ya obtenida la paz en España, es ascendido a Brigadier (General de Brigada), al tiempo que vuelve al Cuerpo de Ingenieros, destinado como jefe de estudios de la nueva Academia de Ingenieros de Alcalá de Henares hasta 1820, fecha en la que es nombrado subsecretario de la Guerra .
Desde el principio apoyó el régimen constitucional nacido de La Pepa y creyó que el rey de España encabezaría la evolución que la patria necesitaba, pero decepcionado con Las Cadenas de Fernando VII apoyó a los liberales moderados permaneciendo siempre monárquico, motivo por el cual nunca se mezcló con la masonería propia de los liberales exaltados. Durante el Trienio liberal, formó parte del Consejo de Estado de Francisco Martínez de la Rosa ocupando la cartera de secretario de la Guerra (ministro de Defensa) de febrero a agosto de 1822. Posteriormente, se presentó a las Elecciones de Diputado en Cortes por la demarcación de las Islas Baleares (antiguo Reino de Mallorca) en las que salió elegido suplente de su padre, el 3 de diciembre de 1822. Cuando la invasión de 1823 fue nombrado jefe del Estado Mayor del Ejército de Andalucía y combatió al duque de Angulema y sus Cien Mil Hijos de San Luis. Sus acciones fueron mencionadas por Benito Pérez Galdós en sus Episodios Nacionales, exactamente en El terror de 1824. Por su defensa del régimen constitucional y combatir contra el Ejército de la Santa Alianza fue desterrado por Fernando VII al pueblo de Mancha Real en la provincia de Jaén.
Fue rehabilitado a la muerte del rey, en 1833, y con 58 años fue ascendido a mariscal de campo (equivalente a general de división) y nombrado Segundo Cabo de Andalucía (inmediatamente por debajo del teniente general Miguel Tacón) en la subida al trono de Isabel II, reina agradecida que en numerosas ocasiones apreció su lealtad a la Corona española -a pesar de las circunstancias-, tal y como demostró hasta el punto de criar -junto a su hija la infanta Isabel de Borbón y Borbón- a su sobrina nieta Lolita Balanzat y Bretagne, a la que otorgó el lazo de la Orden de Damas Nobles de María Luisa y que sería marquesa de Nájera.
En 1834 ya era capitán general de Granada (región militar de Andalucía) y la reina Isabel, dentro del Estatuto Real de 1834, lo designó Prócer del Reino para la legislatura de 1834-35. En 1835 fue nombrado director general de Ingenieros, empleo que ocupó hasta su muerte. En las Elecciones de 1837 y en las de 1840 fue elegido senador por la provincia de Jaén.
Como ingeniero general consiguió importantes mejoras para el Cuerpo como la redacción de un nuevo Reglamento de Obras y del nuevo Reglamento para la Academia Especial del Arma de Ingenieros ya establecida en Guadalajara que conllevaba un nuevo plan de estudios y unos requisitos de ingreso para la Academia que primaban más la valía personal del aspirante, y menos su origen nobiliario. También fue obra suya la creación de las Compañías de Tren de Ingenieros, así como las de Obreros de Ingenieros de Cuba y Puerto Rico. Dio forma y sentido al Museo del Arma de Ingenieros. En 1839 ascendió a teniente general.
Casado con María del Rosario Gutiérrez y Machado, murió sin dejar descendencia, el 9 de febrero de 1843. Fue enterrado en el desaparecido cementerio de la Sacramental de San Nicolás de Madrid.
Hubo retratos suyos en la Academia de Ingenieros de Guadalajara, en la de Artillería de Segovia y en la Casa consistorial de Ibiza realizados por Antonio María Esquivel. Una sala del Museo de Ingenieros lleva su nombre.
De entre sus muchos trabajos publicados que posee la Dirección Gral de Ingenieros, destaca la Memoria Histórico-topográfica militar que hizo de las plazas de Barcelona, Palma, Tarragona, Alcudia y Ciudadela, así como propuestas de mejora de sus fortificaciones, y todo ello acompañado de dobles planos en un volumen de 572 páginas.

## Ancestros
| \| \| \| \| \| \| \| \| \| \| \| \| \| \| \| \| \| \| \| \| 4. Jacinto Balanzat \| \| \| \| \| \| \| \| \| \| \| \| \| \| \| \| \| \| \| \| \| \| \| \| \| \| \| \| \| \| \| \| \| \| \| \| \| \| \| \| \| \| \| \| \| \| \| \| \| \| \| \| \| \| 2. Mariano Balanzat D´Orbay y Esteve \| \| \| \| \| \| \| \| \| \| \| \| \| \| \| \| \| \| \| \| \| \| \| \| \| \| \| \| \| \| \| \| \| \| \| \| \| \| \| \| \| \| \| \| \| \| \| \| \| \| \| \| \| \| 5. Mª Josefa Esteve \| \| \| \| \| \| \| \| \| \| \| \| \| \| \| \| \| \| \| \| \| \| \| \| \| \| \| \| \| \| \| \| \| \| \| \| \| \| \| \| \| \| \| \| \| \| \| \| \| \| \| \| \| \| 1. Luis Mª Balanzat D´Orbay y Briones \| \| \| \| \| \| \| \| \| \| \| \| \| \| \| \| \| \| \| \| \| \| \| \| \| \| \| \| \| \| \| \| \| \| \| \| \| \| \| \| \| \| \| \| \| \| \| \| \| \| \| \| \| \| 3. Mª Ignacia Briones \| \| \| \| \| \| \| \| \| \| \| \| \| \| \| \| \| \| \| \| \| \| \| \| \| \| \| \| \| \| \| \| \| \| \| \| \| \| \| \| \| \| \| \| \| \| \| \| \| \| \| \| |                                       |  |  |  |  |  |  |  |  |  |  |  |  |  |  |  |
| |                                       |  |  |  |  |  |  |  |  |  |  |  |  |  |  |  |
| | 4. Jacinto Balanzat                   |  |  |  |  |  |  |  |  |  |  |  |  |  |  |  |
| |                                       |  |  |  |  |  |  |  |  |  |  |  |  |  |  |  |
| |                                       |  |  |  |  |  |  |  |  |  |  |  |  |  |  |  |
| | 2. Mariano Balanzat D´Orbay y Esteve  |  |  |  |  |  |  |  |  |  |  |  |  |  |  |  |
| |                                       |  |  |  |  |  |  |  |  |  |  |  |  |  |  |  |
| |                                       |  |  |  |  |  |  |  |  |  |  |  |  |  |  |  |
| | 5. Mª Josefa Esteve                   |  |  |  |  |  |  |  |  |  |  |  |  |  |  |  |
| |                                       |  |  |  |  |  |  |  |  |  |  |  |  |  |  |  |
| |                                       |  |  |  |  |  |  |  |  |  |  |  |  |  |  |  |
| | 1. Luis Mª Balanzat D´Orbay y Briones |  |  |  |  |  |  |  |  |  |  |  |  |  |  |  |
| |                                       |  |  |  |  |  |  |  |  |  |  |  |  |  |  |  |
| |                                       |  |  |  |  |  |  |  |  |  |  |  |  |  |  |  |
| | 3. Mª Ignacia Briones                 |  |  |  |  |  |  |  |  |  |  |  |  |  |  |  |
| |                                       |  |  |  |  |  |  |  |  |  |  |  |  |  |  |  |
| |                                       |  |  |  |  |  |  |  |  |  |  |  |  |  |  |  |

| Predecesor:                            | Diputado al Congreso (electo) 1822         | Sucesor:                               |
| Predecesor: José Cienfuegos-Jovellanos | Secretario de Despacho de la Guerra 1822   | Sucesor: Miguel López-Baños y Monsalve |
| Predecesor:                            | Senador. Prócer. 1834-1836                 | Sucesor:                               |
| Predecesor:                            | Senador en las Cortes Generales. 1837-1840 | Sucesor:                               |